# Townsendia minuta
Townsendia minuta är en tvåvingeart som beskrevs av Samuel Wendell Williston  1895. Townsendia minuta ingår i släktet Townsendia och familjen rovflugor. Inga underarter finns listade i Catalogue of Life.